# قشلاق نجف خانلو (قشلاق أهر)
قشلاق نجف خانلو (بالفارسية: قشلاق نجف‌خانلو) هي منطقة سكنية تقع في إيران في قسم قشلاق الریفي. يقدر عدد سكانها بـ 74 نسمة .